# Orenburgskij rajon
L'Orenburgskij rajon (in russo Оренбургский район?) è un rajon dell'Oblast' di Orenburg, nella Russia europea. Istituito nel 1938, il capoluogo è Abdulino.